# Илия Куча
Митрополит Илия (в миру Илия Иоакимович Куча; ум. 1579) — митрополит Киевский, Галицкий и всея Руси (1576—1579).

## Биография
Происходил из мелких земян Гродненского повета. Светскую карьеру начал также в Гродненском повете — урядником лабенского державцы Войно Матвеевича Гричины. Самое раннее упоминание об Илье как Уряднике датируется 16 апреля 1556 года, самое позднее — 13 октября 1568 года. Брат Ильи — Андрей, был женат на Гродненской земянке Богдане (в первом браке Василевич), имевшей имения вблизи Лабны (ныне Лабна-Огородники Гродненского района), где служил Илья.
В 1560-х — начале 1570-х годов был клиентом магнатов Ходкевичей. В 1563 упоминается как Пинский, а 1566 — как Кобринский подстароста. 1570—1572 правил в волынских имениях Виленского каштеляна Григория Александровича Ходкевича (его Муравицкий и Княгининский наместник). Патрон Ильи Кучи, будучи назначенным королем Польши и великим князем литовским Сигизмундом II Августом в 1566 году опекуном детей умершего 1562 князя Януша Кузьмича Заславского, поручил Илье Куче управлять владениями малолетних князей Януша (будущего волынского воеводы) и Михаила.
Позднее Куча попал в ближайшее окружение митрополита Киевского, Галицкого и всея Руси Ионы (Протасевича). При поддержке последнего он получил от короля Стефана Батория привилегию на управление митрополией. В 1577 году, когда митрополит Иона умер, король известил о назначении патриарха константинопольского Иеремию II, который подтвердил выбор.
Время архипастырской деятельности митрополита Илии было весьма непродолжительно. Единственным памятником ее остается грамота, которую дал Илия (6 июля 1577 г.) своему киево-софийскому наместнику Богушу Гулькевичу-Глебовскому, уполномочивая его выкупить два принадлежавшие митрополии селища, Филимоновщину и Багринов, на собственные деньги и за то пользоваться доходами с этих имений; в заслугу Гулькевичу митрополит поставил то, что он немало пособил своими деньгами при исправлении великой Софийской церкви в Киеве, и покрыл её, и обил, вероятно, свинцовыми досками. В следующем году тот же самый софийский наместник Богуш Гулькевич-Глебовский принёс от имени митрополита Илии жалобу киевскому воеводе князю К. К. Острожскому на земянина и возного земли Киевской Ермолая Опалиха за то, что люди его по его приказанию напали на проезжавшего атамана или старосту одного имения митрополичьего, Деомида Степановича, избили его почти до смерти, ограбили все, что при нем было, и тем причинили немалый ущерб митрополиту. И князь Острожский послал позывной лист (от 25 октября 1578 г.) к возному Ермолаю Опалиху, чтобы он явился в гродский киевский суд вместе с своими людьми, произведшими разбой и грабеж, и дал ответ в присутствии митрополичьего наместника Богуша Гулькевича-Глебовского.
В последний раз упоминается об Илии как митрополите Киевском, и Галицком, и всея Руси в феврале 1579 года.
На место его, по соглашению с властями, был избран, то есть стал «нареченным», опять светский человек Онисифор Девоча.